# Hans-Christoph Graf von Nayhauss

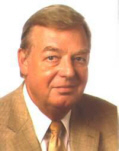
Hans-Christoph Graf v. Nayhauss

Hans-Christoph Graf von Nayhauss-Cormons (* 18. Dezember 1940 in Semmelwitz, Landkreis Jauer, Provinz Niederschlesien) ist ein deutscher Literaturwissenschaftler.

## Leben
Von Nayhauss-Cormons wurde als Sohn eines Offiziers und Agraringenieurs in Schlesien geboren. Er absolvierte nach dem Studium der Germanistik und Geschichte an der Universität Göttingen und der Universität Freiburg das Erste und Zweite Staatsexamen mit Auszeichnung für das Höhere Lehramt und trat in den gymnasialen Schuldienst ein. Neben dem Ersten Staatsexamen erfolgte zugleich die Promotion, da seine Zulassungsarbeit zum Staatsexamen über die „Bedeutung und Funktion der Kampfszenen für den Abenteuerweg der Helden im Erec und Iwein Hartmanns von Aue“ auch als Dissertation anerkannt wurde. Später habilitierte er sich zusätzlich für deutsche Literaturgeschichte an der Universität Breslau.
Bis 1972 war er Gymnasiallehrer, ab 1971 zugleich Dozent und seit 1976 Professor für deutsche Literatur und Literaturdidaktik an der Pädagogischen Hochschule Karlsruhe bis zur Pensionierung 2007. Anschließend war er ebenda Lehrbeauftragter bis 2017. Er war 1979 Begründer der Fachzeitschrift „karlsruher pädagogische beiträge“ und deren Chefredakteur von 1979 bis 1986 und von 1993 bis 2002. Auch begründete er 1988 die „Forschungsstelle zur Rezeption und Didaktik deutschsprachiger Literaturen in nichtdeutschsprachigen Ländern“ und war deren Leiter von 1988 bis 2007. Im Rahmen dieser Forschungsstelle entstanden 21 Doktorarbeiten, bei denen Graf Nayhauss Erst- oder Zweitgutachter war.
Arbeitsschwerpunkte seiner Tätigkeit waren hauptsächlich Theorien der Literaturdidaktik, Hermeneutik, Rezeptionstheorie, Literaturgeschichte, Gegenwartsliteratur, Interkulturelle Germanistik.
Von August 2005 bis Januar 2023 war Graf Nayhauss ehrenamtlich 1. Vorsitzender der Kulturgemeinde Gernsbach und hat im Rahmen dieser Tätigkeit über 80 deutsche Gegenwartsschriftsteller und Persönlichkeiten des öffentlichen Lebens nach Gernsbach zu Lesungen und Vorträgen eingeladen.

## Gastprofessuren und Vortragsreisen
Gastprofessuren und Vortragsreisen, gefördert von der Deutschen Forschungsgemeinschaft (DFG), dem Deutschen Akademischen Austauschdienst (DAAD) und den Lettres européennes des Europarats in Brüssel führten Graf Nayhauss nach Ägypten, Algerien, Australien, Belgien, Benin, China, Frankreich, Griechenland, Großbritannien, Indien, Iran, Irland, Israel, Italien, Japan, Kanada, Kasachstan, Marokko, Niederlande, Österreich, Polen, Portugal, Russland, Schweden, Spanien, Südafrika, Thailand, Türkei, Tunesien, Ukraine, Weißrussland. Schwerpunkte seiner Tätigkeit waren hier vor allem jährlich mehrfache Aufenthalte wegen Hochschulpartnerschaften, Institutspartnerschaften, Promotionen und Lehrbuchprojekten in Ägypten, Algerien, China, Polen, Russland und der Türkei.

## Mitgliedschaften
- Gesellschaft für Interkulturelle Germanistik (GIG), Internationale Vereinigung für Germanische Sprach- und Literaturwissenschaften (IVG), Rezensententeam des Jahrbuches für Internationale Germanistik
- Gutachter beim Supreme Council of Universities of Egypt
- Wissenschaftlicher Beirat der Kairoer Germanistischen Studien
- Wissenschaftlicher Beirat der Zeitschrift des Oraner Deutschlehrerverbandes
- Wissenschaftlicher Beirat der Zeitschrift Zblizienia Interkulturowe (Interkulturelle Annäherungen: Deutschland – Polen – Europa)
- Mitglied des wissenschaftlichen Beirats der Zeitschrift Alman Divile Edebiyati Dergisi (Studien zur deutschen Sprache und Literatur) der Abteilung für deutsche Sprache und Literatur der Universität Istanbul
- Mitglied des wissenschaftlichen Beirats der Online-Zeitschrift Diyalog (Interkulturelle Zeitschrift für Germanistik. Organ des türkischen Germanistenverbandes GERDER)

## Ehrungen
- Ehrendoktor der Pädagogischen Universität Omsk
- Ehrendoktor der Michail-Scholochow-Universität Moskau
- Ehrendoktor der Kuban-Universität Krasnodar
- Ehrenprofessur als Advisory Professor der Hua Dong Universität Shanghai
- 2018: Verleihung der goldenen Doktorurkunde (50 Jahre Promotion) an der Albert-Ludwigs-Universität Freiburg
- 2023: Ernennung zum Ehrenmitglied der Kulturgemeinde Gernsbach[10]

Festschriften
- Manfred Durzak, Beate Laudenberg (Hrsg.): Literatur im interkulturellen Dialog. Festschrift zum 60. Geburtstag von Hans-Christoph Graf v. Nayhauss. Peter Lang 2000, ISBN 978-3-906765-44-0.
- Havva Engin, Ralph Olsen (Hrsg.): Interkulturalität und Mehrsprachigkeit. Festschrift für Prof. Dr. Dr. h. c. mult. Hans-Christoph Graf v. Nayhauss. Schneider Verlag Hohengehren, Baltmannsweiler 2009, ISBN 978-3-8340-0487-1.

## Veröffentlichungen (Auswahl)

### Als Autor
- Die Bedeutung und Funktion der Kampfszenen für den Abenteuerweg der Helden im Erec und Iwein Hartmanns von Aue. Diss. Phil., Freiburg i. Br. 1968.
- Lese- und Arbeitsbuch zur höfisch-ritterlichen Literatur des 12. und 13. Jahrhunderts. Baltmannsweiler 1976.
- Von der Pantomime zum Kleinen Stück. Dramatische Formen im Unterricht der Sekundarstufe I. Kamps Pädagogische Taschenbücher, Bochum 1977.
- Israel. Goldstadt-Reiseführer. Pforzheim 1982.3. erweiterte Auflage 1988
- Heilige Stätten. Pilgerziel Jerusalem. Pforzheim 1988.
- mit Michel S. Batts, Manfred Durzak, Götz Großklaus, Norbert Honsza, Kamal Radwan: Dokumentation zur Rezeption und Didaktik deutschsprachiger Literaturen in nichtdeutschsprachigen Ländern. Iudicium Verlag, München 1993.
- Einsichten und Ordnungsversuche. Studien zur Gegenwartsliteratur und Literatur-Rezeption in der Gegenwart. Peter Lang Verlag, 1998.
- mit V. A. Zaretchneva, L. S. Egorova: Deutsche Gegenwartsliteratur seit 1968. Darstellung und Textbeispiele. (Prosa). Ein literaturwissenschaftliches Arbeitsbuch. Verlag der PU Omsk, 1999.
- mit S. Polouikova, N. Morosova, K. Plastoun: Grundbegriffe der Textanalyse. (Omsker Handreichungen zum Deutschstudium Bd. 1). Omsk – Karlsruhe 2000.
- Deutsche und fremdkulturelle Gegenwartsliteratur aus der Sicht einer rezeptionsorientierten und interkulturellen Literaturdidaktik. (Omsker Handreichungen zum Deutschstudium Bd. 2). Omsk – Karlsruhe 2000.
- mit V. A. Zaretchneva, L.S. Egorova: Deutsche Gegenwartsliteratur an der Jahrhundert / Jahrtausendwende. Ein literaturwissenschaftliches Arbeitsbuch. Omsk-Karlsruhe 2005.
- mit L.S. Egorova, B. Laudenberg, W. Woesler, V.A. Zaretchneva: Deutsche Gegenwartsliteratur 1968–2000. Prosa Lyrik Drama. Europäischer Universitätsverlag, 2010.
- mit Joachim Bark: Profile deutscher Kulturepochen. Aufklärung. Verlag A. Kröner, 2009.
- mit Joachim Bark: Profile deutscher Kulturepochen. Klassik, Romantik, Restauration 1789–1848. Verlag A. Kröner, 2011.
- mit Joachim Bark: Profile deutscher Kulturepochen. Vom Realismus in die Moderne. 1849–1918. Verlag A. Kröner, 2015.
- Wege mit Kafka – Wege der Literaturwissenschaft. Verlag Dr. Kovac, Hamburg 2020, ISBN 978-3-339-11912-4.
- Literaturansichten aus vier Jahrzehnten. Vorträge und Tagungsbeiträge zur Literaturwissenschaft, Literaturdidaktik und interkulturellen Germanistik. Verlag Dr. Kovac, Hamburg 2023, ISBN 978-3-339-13320-5.

### Als Herausgeber
- Einführung in die Literaturdidaktik. Texte und Fragen. Harms Päd. Reihe, München 1978.
- Theorie der Kurzgeschichte. Stuttgart 1977, 5. Aufl. 1987, Reclams Universalbibliothek, überarbeitete und erweiterte Ausgabe 2004.
- Kürzestgeschichten. Stuttgart 1982, 3. Aufl. 1987, Reclams Universalbibliothek.
- Das Taschenbuch im Unterricht 3. Analysen – Modelle – Praxisberichte. Ravensburg 1982.
- mit K. Kuczynski: Im Dialog mit der interkulturellen Germanistik. Festschrift für Norbert Honsza zum 60. Geburtstag. Wrocław 1993.
- mit Hans-Jürgen Krumm: Sektion 8: In: Michael S. Batts (Hrsg.): Alte Welten – neue Welten. Akten des IX. Internationalen Germanisten-Kongresses Vancouver 1995. Bd. 2 Einleitung und Abstracts. Tübingen (Niemeyer), 1996.
- mit Marc Cluet, Zhu Jianhua, Alyea Khattab, M. K. Natarajan: Sektion 18 Divergente Kulturräume in der Literatur. Bd. 85, Akten des XI. Internationalen Germanistenkongresses Paris 2005. Verlag Peter Lang, 2007.
- mit Aleya Khattab, Laura Auteri: Sektion 28 Nationale und transnationale Identitäten in der Literatur. Akten des XII. Internationalen Germanistikkongresses in Warschau 2010 „Vielheit und Einheit der Germanistik weltweit“. Verlag Peter Lang, 2012.
- mit Aleya Khattab, Arianna Di Bella: Sektion B 27 Literarische Herrscherbilder zwischen Gerechtigkeit und Despotie. Akten des XIII. Kongresses der Internationalen Vereinigung für Germanistik in Shanghai August 2015. Verlag Peter Lang, 2018.[11]
- mit Aleya Khattab, R. Rossella Pugliese: Sektion B2 Der Mittelmeerraum in Pilger- und Reiseberichten als Schmelztiegel der Kulturen. Akten des XIV. Kongresses der Internationalen Vereinigung für Germanistik (IVG) in Palermo und online. Jahrbuch für Internationale Germanistik Bd. 9, Beihefte. Hrsg.: Laura Auteri, Natascia Brraie, Arianna Di Bella, Sabine Hoffmann. Verlag Peter Lang, Bern 2022, S. 403–492.